# هنغسون دايوونغن
هنغسون دايوونغن (بالهانغل: 흥선대원군، وبالهانجا: 興宣大院君. ولد في 21 ديسمبر 1820 ومات في 22 فبراير 1898) هو والد الملك غوجونغ والوصي على العرش أثناء صغر الملك، وأحد أهم الشخصيات السياسية في أواخر عهد مملكة جوسون. كلمة دايوونغن تعني «أمير البلاط الكبير» ولم يحمل هذا اللقب في جوسون سوى أربعة أشخاص، واشتهر هنغسون بهذا اللقب خصيصاً. اشتهر دايوونغن بإصلاحاته التي طبقها أثناء وصايته وبتنفيذ السياسة الانعزالية عن العالم، وقتل العديد من الأجانب.

## روابط خارجية
- هنغسون دايوونغن على موقع الموسوعة البريطانية (الإنجليزية)